# Adrapsa semicircularis
Adrapsa semicircularis là một loài bướm đêm trong họ Noctuidae.